# Adamovské Kochanovce
Adamovské Kochanovce (em húngaro: Adamóckohanóc) é um município da Eslováquia, situado no distrito de Trenčín, na região de Trenčín. Tem 9,66 km² de área e sua população em 2018 foi estimada em 875 habitantes.

## Demografia
| Ano:        | 1994 | 2004   | 2014   | 2024   |
| ----------- | ---- | ------ | ------ | ------ |
| Broj ljudi: | 760  | 784    | 841    | 881    |
| Razlika:    |      | +3,15% | +7,27% | +4,75% |

| Ano:               | 2023 | 2024 |
| ------------------ | ---- | ---- |
| Número de pessoas: | 881  | 881  |
| Diferença:         |      | +0%  |